# دومينيكو مارتينيلي
دومينيكو مارتينيلي (بالإيطالية: Domenico Martinelli)‏ هو مخطط حضري ومهندس معماري نمساوي، ولد في 30 نوفمبر 1650 في لوكا في إيطاليا، وتوفي بنفس المكان في 11 سبتمبر 1718.